# 18 novembre 1935
Le lundi 18 novembre 1935 est le 322e jour de l'année 1935.

## Naissances
- Abie Malan, joueur de rugby
- Alain Barrière, chanteur de variétés
- Erling Mandelmann (mort le 14 janvier 2018), photographe danois
- Jacques-Alain de Sédouy diplomate, conseiller d’État et historien français
- Jean-Jacques Gay (mort en avril 2005), écrivain, enseignant et poète suisse
- Martin Kaufmann, facteur de pianos et de clavecins
- Raja Zafar ul Haq, homme politique pakistanais
- Rodney Hall, écrivain australien
- William Cullen, ancien membre de la magistrature écossaise.

## Décès
- Henri Watthé (né le 1er janvier 1878), fondateur de la Maison du Missionnaire à Vichy
- Wilhelm Peters (né le 17 août 1851), peintre norvégien

## Événements
- Découverte de (1364) Safara
- la Société des Nations adopte des sanctions limitées contre l'Italie qui a envahi l'Éthiopie. Les rationnements frappent les Italiens dès 1935